# Trapetsoeder

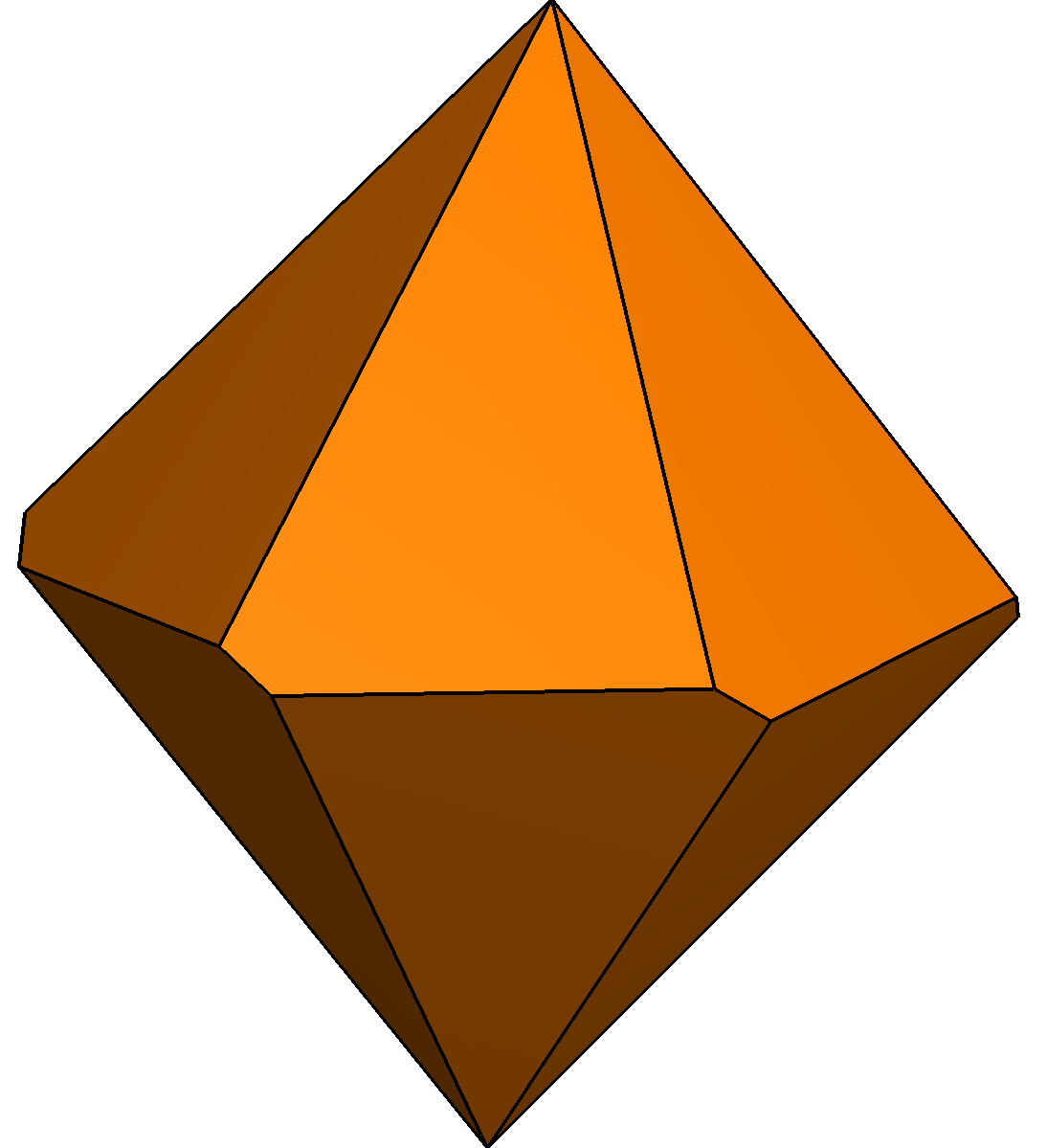
En vriden hexagonal traptsoeder.

En trapetsoeder är en polyeder som påminner om en bipyramid, men till skillnad mot bipyramiden möts inte de båda "delpyramidernas" kanter i gemensamma hörn. Föreningen mellan sidoytorna från vardera delpyramiden blir därför inte en rät linje så att sidorna blir likbenta trianglar, utan sidorna kommer att ha fyra kanter. Om vridningen är sådan att den ena pyramidhalvans kanter faller mitt emellan den andra (det vill säga att skillnaden i orientering kring axeln mellan "pyramidtopparna" är 180°/n — se nedan) blir sidorna regelbundna "drakar" (deltoider) och resultatet är en regelbunden trapetsoid - i annat fll kallas trapetsoiden "vriden". Trapetsoider benämns n-gonala (med n betecknande det grekiska räkneordet) allteftersom hur många sidor som möts i vardera pyramidspetsen och det totala antalet sidor är därför {\displaystyle 2n}. Om toppvinklarna i de båda "delpyramiderna" är olika (de båda delpyramiderna har olika "höjd") är trapetsoedern asymmetrisk.
Symmetriska trapetsoedrar är isoedrar (det vill säga att de har kongruenta sidor) och är dualer till motsvarande antiprisman. Med två parallella snitt, ett genom de övre hörnen i "sicksack-sömmen" mellan de båda pyramiderna, och ett genom de undre, kan en trapetsoeder delas i ett n-gonalt antiprisma och två n-gonala pyramider.
Trapetsoedrar förekommer i mineralvärlden inom de trigonala, kubiska och hexagonala kristallsystemen.

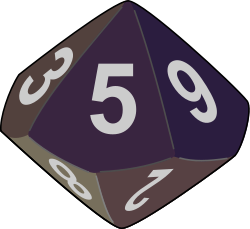
Tiosidig tärning utformad som en regelbunden pentagonal traptsoeder.
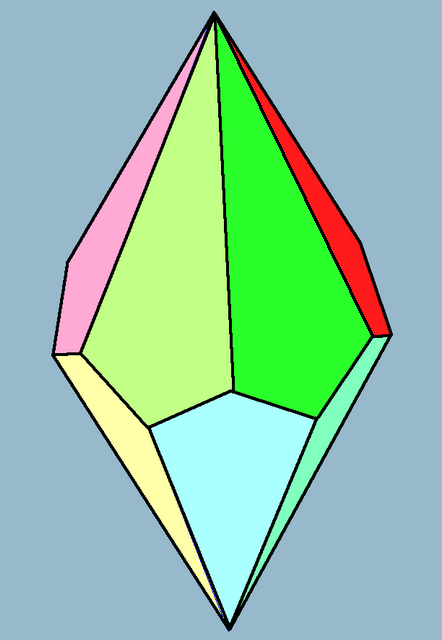
Regelbunden hexagonal trapetsoeder.
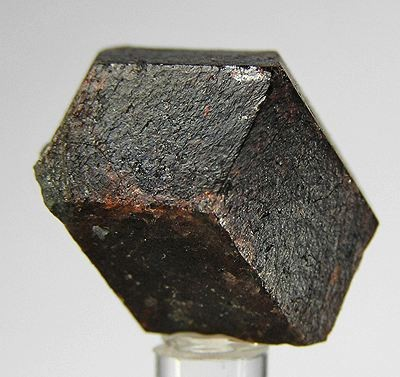
Granatkristall (kubiska kristallsystemet) - en regelbunden tetragonal trapetsoeder.
En regelbunden trigonal trapetsoeder är en romboeder med sex kongruenta romber som sidor.
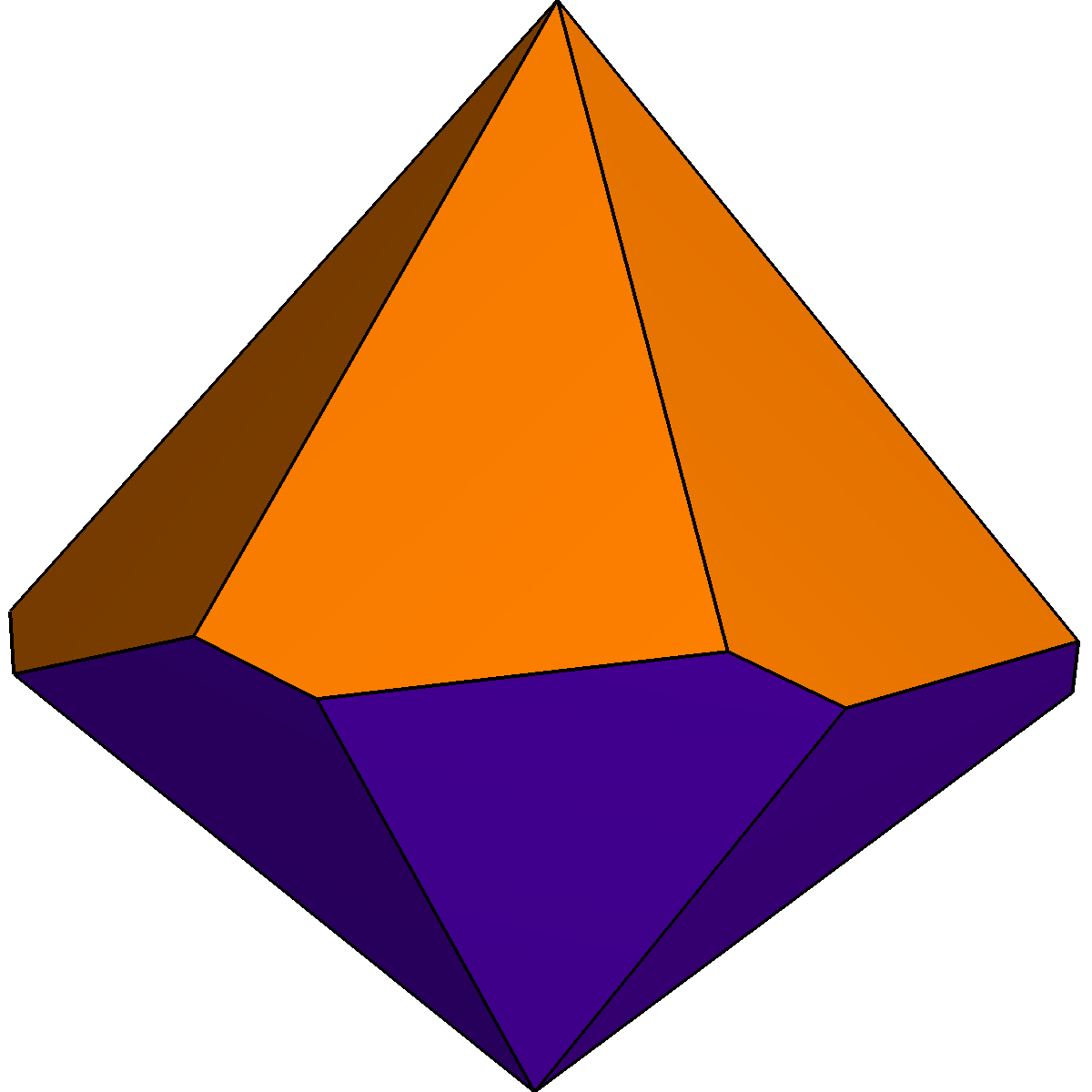
En vriden asymmetrisk hexagonal trapetsoeder.

## Trapetsoedrar i kulturen
En liten tetragonal trapetsoeder förekommer i övre vänstra delen av M.C. Eschers  träsnitt "Stjärnor" från 1948.